# Крижак Віталій Миколайович
Віта́лій Микола́йович Крижа́к (1988-2014) — старший солдат, Збройні сили України, учасник російсько-української війни.

## Короткий життєпис
Старший брат Віталія помер у 10-річному віці. Закінчив Требухівецьку ЗОШ, Голосківський аграрний ліцей, здобув фах водія і тракториста. Служив строкову службу у Хмельницькому, демобілізувався. Проживав у селі Требухівці.
З серпня 2014-го — доброволець, оператор протитанкового взводу, 12-й батальйон територіальної оборони «Київ».
26 листопада 2014-го загинув під час перетину блокпосту ЗСУ біля села Райгородка — терористи обстріляли автомобіль зі стрілецької зброї.
Вдома лишилися батьки — Микола Степанович та Світлана Олексіївна.

## Нагороди
За особисту мужність і героїзм, виявлені у захисті державного суверенітету та територіальної цілісності України, вірність військовій присязі під час російсько-української війни
- нагороджений орденом «За мужність» III ступеня (4.6.2015, посмертно).